# Karlskron
Karlskron település Németországban, azon belül Bajorországban. Lakosainak száma 5175 fő (2023. december 31.).

## Népesség
A település népessége az elmúlt években az alábbi módon változott:
| Lakosok száma | 1192 | 1539 | 2086 | 3465 | 4772 | 4858 | 4909 | 4954 | 5004 | 5175 |
|               | 1875 | 1950 | 1975 | 1987 | 2012 | 2014 | 2016 | 2017 | 2021 | 2023 |